# Henryk Wacław Podiebradowicz (1592–1639)
Henryk Wacław Podiebradowicz, czes. Jindřich Václav z Minstrberka, niem. Heinrich Wenzel von Podiebrad (ur. 7 października 1592, prawdopodobnie w Oleśnicy, zm. 21 sierpnia 1639, prawdopodobnie w Bierutowie) – od 1608 r. rektor Uniwersytetu Viadrina, w latach 1617-1639 książę Bierutowa; książę Ziębic i hrabia Kłodzka; w latach 1629-1639 starosta generalny Śląska.
Henryk Wacław był synem Karola II Podiebradowicza i Elżbiety Magdaleny Piastówny. W 1608 r. studiował na uniwersytecie we Frankfurcie nad Odrą. Był krótko jego rektorem. W 1617 r. został wraz z bratem Fryderykiem Karolem, księciem oleśnickim, obejmując dzielnicę bierutowską. Henryk Wacław był dwukrotnie żonaty. Z pierwszego małżeństwa książę nie doczekał się potomków. Natomiast z drugiego małżeństwa syn zmarł przed nim, a córka trzy lata później (28.01.1642). Syn pogrobowiec narodził się martwy (7.11.1639). Książę Henryk Wacław, wraz ze swoją córką i synem pogrobowcem, pochowany został w krypcie Podiebradów w kościele zamkowym w Oleśnicy. Pierwsza żona (Anna Magdalena), wraz z synem księcia, pochowana została w kościele parafialnym w Bierutowie. Natomiast druga żona (Anna Urszula) spoczywa w kościele zamkowym w Bierutowie.